# Albine
Albine é uma comuna francesa na região administrativa de Occitânia, no departamento de Tarn. Estende-se por uma área de 17,15 km². Em 2010 a comuna tinha 518 habitantes (densidade: 30,2 hab./km²).